# Prijs voor Vlaams-Nederlandse Culturele Samenwerking
De prijs voor Vlaams-Nederlandse Culturele Samenwerking was een tweejaarlijkse prijs die uitgereikt werd door de Vlaamse minister van Cultuur aan twee personen, een Nederlander en een Vlaming, die zich minstens gedurende tien jaar verdienstelijk hadden gemaakt als culturele bruggenbouwers tussen Vlaanderen en Nederland. Aan de prijs was een geldbedrag van 25.000 euro voor elke laureaat gekoppeld.
De prijs was een initiatief van minister van Cultuur Bert Anciaux en werd voor het eerst uitgereikt in 2009. De jury, voorgezeten door de directeur van deBuren, Dorian van der Brempt zonder stemrecht, bestond verder onder andere uit Joop Daalmeijer, Stefaan De Ruyck, Bart Dirks, Chantal Pattyn, Saïda Sakali, Karl van den Broeck en Guido Wevers.
Omdat de prijs onvoldoende afgestemd was met het Nederlandse ministerie van Cultuur besliste minister Schauvliege, de opvolgster van Anciaux, in 2010 om de prijs stop te zetten.

## Laureaten
2009: Jeroen Brouwers en Jozef Deleu